# ليلة القبض على فاطمة (مسلسل)
ليلة القبض على فاطمة مسلسل درامي مصري، تم إنتاجه عام 1982، من إخراج محمد فاضل (مخرج) وتمثيل فردوس عبد الحميد وهالة صدقي وفاروق الفيشاوي ومصطفى رزق (ممثل) وأمينة رزق وصابرين وممدوح عبد العليم.
هذا المسلسل موسيقي الفنان الراحل عمار الشريعي بينما الفنان عمر خيرت قام بوضع موسيقى الفيلم الذي يحمل نفس الاسم
في إطار درامي، يتهم شاب أخته (فاطمة) بالجنون ويرسل مجموعة من مستشفى الأمراض العقلية للقبض عليها مستغلًا منصبه السياسي، تحاول فاطمة إلقاء نفسها من أعلى البناية وتحكي للناس كيف أنها ربت أخيها وضحت من أجله ورفضت الزواج كما يستعرض العمل مشاركتها في المقاومة في بورسعيد ضد العدوان